# Mirasierra (metropolitana di Madrid)
Mirasierra è una stazione della Metropolitana di Madrid, capolinea della linea 9.
Si trova sotto la Glorieta de la Pradera de Navarrulaque, nell'omonimo quartiere del distretto Fuencarral-El Pardo.

## Storia
La stazione è stata inaugurata il 28 marzo 2011 come nuovo capolinea della linea 9. Questa stazione ha cessato di essere testa di quattro anni dalla sua inaugurazione, vale a dire il 25 marzo 2015, quando fu inaugurata la stazione di Paco de Lucía. Le pareti sono rivestite con Vitrex giallo.

## Accessi
Vestibolo Mirasierra
- Mirasierra Calle Ventisquero de la Condesa, 28
- Ascensore Calle Ventisquero de la Condesa, 28 (angolo con Calle Mirador de la Reina, 54)